# Daikanransa
A Daikanransa (大観覧車) egy 115 méter magas óriáskerék, mely Odaiba város Palette Town nevű szórakozó központjában található Japánban.
A Daikanransa 1999-ben történt megnyitásakor a világ legmagasabb óriáskereke volt. Kerékátmérője ugyanúgy száz méteres, mint a korábbi magasságrekorder Tempozan Harbor Village óriáskeréknek Oszakában, azonban a Daikanransa teljes magassága 2,5 méterrel több.
A kerék akkor veszítette el a világ legnagyobb óriáskereke státuszt, amikor 1999. december 31-én megnyitották a 135 méteres London Eye-t, bár technikai problémák miatt az 2000 márciusáig még nem működött.
A Daikanransa Odaiba szimbólumává vált. Látható Tokió városközpontjából, utasai pedig láthatják a Tokiói tornyot, ami Japán legmagasabb építménye, a Rainbow hidat és a Tokiói Nemzetközi Repülőteret. Tiszta időjárási viszonyok esetén látható a Boso félsziget és a Fudzsi hegy is.
A kerék 16 perc alatt tesz meg egy fordulatot, egy menet ára 900 jen. Éjjel 120 000 neon több mint száz színben világítja ki különböző fényjátékokkal.